# Beisu (köpinghuvudort i Kina, Hebei Sheng, lat 38,15, long 114,81)
Beisu är en köpinghuvudort i Kina. Den ligger i provinsen Hebei, i den norra delen av landet, omkring 240 kilometer sydväst om huvudstaden Peking. Antalet invånare är 52 752. Befolkningen består av 26 251 kvinnor och 26 501 män. Barn under 15 år utgör 16,0 %, vuxna 15-64 år 75 %, och äldre över 65 år 7,0 %.
Runt Beisu är det tätbefolkat, med 913 invånare per kvadratkilometer. Närmaste större samhälle är Hantai, 18,1 km norr om Beisu. Trakten runt Beisu består till största delen av jordbruksmark.
Genomsnittlig årsnederbörd är 702 millimeter. Den regnigaste månaden är juli, med i genomsnitt 228 mm nederbörd, och den torraste är januari, med 4 mm nederbörd.